# Маньяк (фильм, 1980)
«Маньяк» (англ. Maniac) — американский слэшер 1980 года режиссёра Уильяма Лустига. В 1981 году фильм был номинирован на премию Сатурн в категории «Лучший низкобюджетный фильм».
В 2012 году вышел ремейк — «Маньяк» с Элайджей Вудом в главной роли.

## Сюжет
Фрэнк лишился матери много лет назад в результате автокатастрофы. Она была проституткой и унижала мальчика, но он всё ещё скучает по ней. Чтобы не дать матери покинуть его, Фрэнк убивает молодых женщин и надевает их скальпы на манекены, которые размещает вокруг своих апартаментов.

## В ролях
- Джо Спинелл — Фрэнк Зито
- Кэролайн Манро — Анна Д’Антони
- Гэйл Лоуренс — Рита
- Келли Пайпер — медсестра
- Том Савини — танцор диско

## Съёмочная группа
- Том Савини — специальные эффекты

## Специальные эффекты

### Скальпирование
Сцена скальпирования головы женщины ставилась следующим образом: сначала по голове актрисы проводили затупленным ножом, к которому была прикреплена незаметная зрителю пластиковая трубочка, через которую Савини качал красную жидкость, имитирующую кровь. В дальнейшем на лоб актрисы наносился воск цвета человеческой кожи, благодаря чему движения ножа по нему имитировали разрезание кожи. Волосы женщины, в свою очередь, смачивались жидким мылом, высушивались, а затем плотно прикладывались к её голове. Наносился специальный грим, создающий впечатление голого черепа. Поверх черепа наносилась смесь из застывшей «крови» и вазелина, а сверху накладывался искусственный скальп с волосами точно такого же цвета, что и у актрисы. Внутри скальпа находилась резиновая трубочка, пускающая кровь.
На экране убийца делает продольную рану на лбу, разрезая воск. Затем хватает девушку за волосы и одним движением срывает искусственный скальп, обнажающий готовую кровяную смесь и голый череп. Глаза девушек заливает искусственная кровь, пущенная через резиновую трубку внутри скальпа.

### Выстрел в голову
По первоначальному сценарию убийство одного из героев фильма планировалось совершить обычным выстрелом из пистолета через лобовое стекло автомобиля, однако Том Савини настоял на производстве более сложного специального эффекта. Для этого был создан муляж головы человека, начинённый соответствующими внутренностями, и, после, собственно выстрела, весь процесс выстрела и попадания пули в голову, был специально воспроизведён замедленно. По словам Стивена Кинга, который видел фильм в мае 1980 года на Каннском кинофестивале, люди выбегали из зала, зажав рот руками.